# Eleições municipais em Goiânia em 1985
As eleições municipais em Goiânia em 1985 ocorreram em 15 de novembro, como parte das eleições em 201 municípios nos 23 estados brasileiros e nos territórios federais do Amapá e Roraima. Foi a primeira eleição da Nova República e a primeira onde os goianienses escolheram seu prefeito pelo voto direto desde Iris Rezende em 1965. Neste caso, foram eleitos o prefeito Daniel Antônio e o vice-prefeito Pedro Estivalet.
A escolha do candidato a prefeito na ocasião foi realizada mediante prévias internas no partido. O prefeito Nion Albernaz e o governador Iris Rezende apoiaram o nome do deputado Moisés Abrão, enquanto partidários ligados a Mauro Borges apoiavam Daniel para prefeito e Pedro Estivalet (filho de Mauro) para vice. Abrão venceu com 2.620 votos, enquanto Daniel fez 2.120. Descontente com o resultado, Daniel e Pedro Estivalet decidiram sair do PMDB, com Daniel indo para o PDT e Pedro para o PFL, onde formariam uma coligação para concorrer à prefeitura. Mauro Borges liderou a dissidência dentro do PMDB e causou abalo nas bases políticas do partido. Recebido com grande entusiasmo por Leonel Brizola, Daniel assinou a ficha de filiação no PDT, porém o senador Henrique Santillo negociou uma manobra para evitar a mudança de legenda, convencendo Daniel e Pedro a voltarem ao PMDB e indicando que novas prévias aconteceriam. Liderando as pesquisas populares de votos, a chapa Daniel-Pedro Estivalet ganhou apoio de Iris, Santillo e Mauro, venceu a chapa Moisés Abrão-Paulo Silva, e foi escolhida como a oficial do PMDB.
Nascido na cidade mineira de Arapuá, o professor Daniel Antônio lecionou no Ateneu Dom Bosco e no Colégio Rodrigues Alves. Líder estudantil na Universidade Católica de Goiás, formou-se advogado em 1974, elegendo-se vereador pelo MDB em 1976. Presidente da Câmara Municipal, foi prefeito interino de Goiânia entre 10 de abril e 30 de junho de 1979, enquanto o governador Ary Valadão decidia quem seria indicado para o cargo. No ano seguinte filiou-se ao PMDB, sendo eleito deputado estadual em 1982 e prefeito de Goiânia em 1985.
Natural de Uberlândia, Pedro Estivalet formou-se em Direito pela Universidade de Brasília e trabalhou no Ministério das Relações Exteriores. Neto de Pedro Ludovico Teixeira e filho de Mauro Borges, foi eleito vice-prefeito de Goiânia pelo PMDB em 1985, ingressando no PDC no ano seguinte. Vítima de crises depressivas, cometeu suicídio em 16 de fevereiro de 1987.
Antes da posse, seu partido debelou uma acusação de fraude eleitoral feita pelo PT, mas o seu mandato foi interrompido em 23 de março de 1987 por uma intervenção estadual decretada pelo governador Henrique Santillo, voltando ao Palácio das Campinas sob liminar concedida pelo desembargador Ulderico Rodrigues, do Tribunal de Justiça de Goiás, em 19 de setembro de 1988.
Sob intervenção estadual, a prefeitura de Goiânia foi entregue a Joaquim Roriz. Natural de Luziânia, graduou-se economista na Universidade Federal de Goiás e advogado no Centro Universitário de Brasília. Funcionário público no estado de Goiás e na prefeitura de Luziânia, elegeu-se vereador nesta cidade em 1961, ingressando no MDB durante o mandato e assumindo a presidência do diretório municipal em 1974. Eleito deputado estadual em 1978, integrou o núcleo original do PT goiano em 1980, ao lado de Henrique Santillo, Ademar Santillo, Joceli Machado e Línio Ribeiro de Paiva. Sua eleição para deputado federal via PMDB em 1982 resultou em seu voto favorável à Emenda Dante de Oliveira em 1984 e em Tancredo Neves no Colégio Eleitoral em 1985. Eleito vice-governador de Goiás em 1986, foi nomeado interventor em Goiânia no ano seguinte e governador do Distrito Federal pelo presidente José Sarney em 1988, abrindo o caminho à volta de Daniel Antônio como prefeito da capital goiana.

## Resultado da eleição para prefeito
Foram apurados 224.876 votos nominais, assim distribuídos:
| Candidatos a prefeito de Goiânia | Candidatos a vice-prefeito | Número | Coligação             | Votação | Percentual |
| -------------------------------- | -------------------------- | ------ | --------------------- | ------- | ---------- |
| Daniel Antônio PMDB              | Pedro Estivalet PMDB       | 15     | PMDB, PSC, PCB, PCdoB | 109.646 | 48,76%     |
| Darci Accorsi PT                 | Leônidas Arruda PT         | 13     | PT (sem coligação)    | 97.783  | 43,48%     |
| José Eduardo da Silva PFL        | João Veloso PFL            | 25     | PFL (sem coligação)   | 7.263   | 3,23%      |
| Valdir do Prado PDS              | Balbino Toledo PTB         | 11     | PDS, PTB              | 6.564   | 2,92%      |
| Adjair de Lima PDT               | Olinto Meirelles PDT       | 12     | PDT (sem coligação)   | 3.620   | 1,61%      |
| Fontes:                          |                            |        |                       |         |            |